# El último zombi
El último zombi es una película de terror apocalíptica argentina de 2022 dirigida por Martín Basterretche. Narra la historia de un científico que se traslada a una ciudad que se ve afectada por una infección que convierte a los humanos en zombis. Está protagonizada por Matías Desiderio, Tony Lestingi, Clara Kovacic, Alexia Moyano, Adriana Ferrer y Sofía Kali. La película se estrenó el 7 de abril de 2022 en las salas de cines de Argentina.
Previamente a su lanzamiento comercial, la película tuvo su estreno mundial el 12 de octubre de 2020 durante el Festival de Cine de Sitges en Cataluña (España), siendo proyectada en la sección «Coming Soon». En Argentina, El último zombi se estrenó el 4 de diciembre de 2021 durante el festival Buenos Aires Rojo Sangre. El 10 de marzo del 2022, la cinta fue proyectada en el Festival de Cine Fantástico Sombra en Murcia.

## Sinopsis
Sigue la vida del científico especialista en genética Nicolás Finnigan que se dirige a la ciudad costera Santa Sofía del Mar para averiguar el paradero de un prestigioso científico desaparecido, sin embargo, descubre que la esposa del científico contrajo una enfermedad que la convirtió en una muerta viviente. Por este motivo, Nicolás decide viajar hasta esa ciudad para encontrar la verdad y a la vez la infección se propaga rápidamente obligando a los habitantes a encerrarse en sus casas para resguardar sus vidas de los infectados.

## Reparto
- Matías Desiderio como Nicolás Finnigan
- Tony Lestingi como Dr. Saltzman
- Clara Kovacic como Patricia «Pato»
- Alexia Moyano como Laura
- Adriana Ferrer como Flora
- Sofía Kali como Delfina
- Maia Francia como Helena
- Francisco González Gil como Manu
- Federico Aimetta como Vicente
- Gabriela Pastor como Dra. Gross
- Luis Longhi como Remisero
- Mabel Campos como Dra. López

## Recepción

### Comentarios de la crítica
En el sitio web Todas las críticas, la película posee una aprobación del 61% basado en 9 reseñas. María Fernanda Mugica de La Nación destacó que la cinta «logra generar más suspenso que verdadero terror; pero también porque su fuerte está en la construcción del drama» y que presenta «una puesta en escena correcta, aunque algunos problemas en los cambios de tono y actitudes de los personajes y en la elección de utilizar una voz en off que resulta redundante». Francisco Mendes Moas de Cine argentino hoy señaló que «los maquillajes se encuentran correctos dentro de los cánones establecidos», pero cuestionó que «sorprende la ausencia de sangre en una película de este subgénero», aunque «se las arregla para salir parada».
En una reseña para Solo fui al cine, Bruno Calabrese escribió que el largometraje está «apoyado en convincentes actuaciones de todo el elenco, quienes logran transmitir el clima asfixiante de la reclusión en la que se encuentran» y por otro lado que «el director logra una película inteligente con muchas buenas ideas». Marcos Ojea de Funcinema describió que «El último zombi encuentra sus límites, porque pasada la intriga inicial y la novedad de los ataques la narración se estanca en un ping pong de agravios entre los personajes, con la amenaza exterior relegada a un segundo plano».

### Premios y nominaciones
| Lista de premios y nominaciones | Lista de premios y nominaciones | Lista de premios y nominaciones   | Lista de premios y nominaciones | Lista de premios y nominaciones | Lista de premios y nominaciones |
| Año                             | Organización                    | Categoría                         | Nominado/a(s)                   | Resultado                       | Ref(s)                          |
| ------------------------------- | ------------------------------- | --------------------------------- | ------------------------------- | ------------------------------- | ------------------------------- |
| 2020                            | Festival de Cine de Sitges      | Premio NAFF                       | Martín Basterretche             | Nominado                        | [ 14 ]                          |
| 2022                            | Festival Macabro de México      | Mejor largometraje iberoamericano | El último zombie                | Nominado                        | [ 14 ]                          |